# Ginásio Municipal Artenir Werner
O Ginásio Municipal Artenir Werner é um ginásio localizado no bairro de Canoas , no município de Rio do Sul, no estado de Santa Catarina, Brasil, sendo principal ginásio da cidade.Também é palco das partidas de voleibol feminino do Rio do Sul Vôlei, com capacidade total para 1.400 espectadores